# Dacus newmani
Dacus newmani är en tvåvingeart som först beskrevs av Perkins 1937.  Dacus newmani ingår i släktet Dacus och familjen borrflugor. Inga underarter finns listade i Catalogue of Life.